# بدرية مبارك
بدرية مبارك هي اديبة وكاتبة كويتيّة صدرت لها عددٌ من الكتب والروايات لعلَّ أبرزها رواية «رعشات تحت لحاف بارد» التي ساهمت في شهرة الكاتبة محليًا وعربيًا وكذا رواية «سيدة حكاية الحب» فضلًا عن رواية «خلف الأذن اليسرى». تُركّز بدرية في كتاباتها على المرأة وخاصّةً على المرأة الخليجيّة والعربيّة كما تُولي اهتمامًا شديدًا بالقضايا التي تهمُّ النساء عدى عن قضايا التنمية الذاتيّة وتطوير النفس وكذا موضوع تحسين السلوك الاجتماعي.

## الحياة المُبكّرة والتعليم
برزت موهبةُ بدرية مبارك في مجال الكتابة والتأليف في المرحلة الابتدائية وطوَّرتها من خلال مادة التعبير.

## المسيرة المهنيّة

### البداية
بدأت مسيرتها المهنيّة كمستشارة ضغوط الحياة، وهو ما ساعدها كما قالت ذات مرّة في فهم الكثير من جوانب السلوك الاجتماعي لتستخدمه كدافعٍ يُساعدها في المضي للأمام بحثًا عن الأمل والضوء. بسببِ طبيعة عملها، فقد ركَّزت بدرية أيضًا على الكتابة مجال التنمية والتطوير الذاتي من خلال كتابة وتحرير وجمع قصص تحفيزية.
في روايتها «رعشات تحت لحاف بارد»، حاولت بدرية مبارك كما رأى بعض النقاد تجسيد جرأة الصوت النسوي من خلال طرحِ بعض القضايا التي اعتُبرت جديدة على القارئ وبالضبط القارئ الخليجي خصوصا تلك الأمور التي لا يجرؤ أن يكتبها الكثير والتي تخصُّ عمق إحساس الأنثى. في المقابل، عبَّرت مبارك في «خلف الإذن اليسرى» – وهي مجموعة قصصيّة – عن التمييز في المجتمع، كما حاولت مسّ المشاعر الإنسانية الداخلية رغم مناقشة موضوع كالتمييز العنصري الموجود في جميع أنحاء العالم بحسب الكاتبة، وكان الهدف من وراء كلّ هذا هو نبذ هذا السلوك وتعزيز روح الإنسانية.

### النتاج الأدبي
أول أعمال الكاتبة الكويتيّة المنشورة ورقيًا كانت روايةُ «سيّدة حكايات الحب» التي صدرت عام 2011 عن دار الفكر العربي في 152 صفحة. تتحدثُ الرواية عن امرأة شرقية تغزلُ الكاتبة نبضاتها كحلم منتظر لتتربع سيدة لحكايا حب مجنون. ركَّزت بدرية في هذه الرواية على إبراز الشاعر المتخَمة بأنواع الأحاسيس، كما تتحدث عن تلك الخربشات التي استقرَّت في عمق الشعور، وتختتمُ كتابها بمقولة «هي أحاسيسكم تُترجمها لكم.»
نشرت بدرية مبارك رواية «رعشات تحت لحاف بارد» عام 2013 في نحو 98 صفحة عن الدار العربيّة للعلوم ناشرون. تتحدثُ الرواية عن الشخص أو الأشخاص الذين يفقدون الإحساس بالدفء وهو إحساسٌ ناجمٌ عن فقدان القدرة على التمتع بالحياة بشكل طبيعي والتردي في مهاوي اليأس والقلق. الأشخاص الذين لهم أحلام متواضعة ومع ذلك لا تتحقَّق بل تجدُ الانكسارات والخيبات لا غير. تحتوي الرواية على مجموعة من القصص، حيث تتناولُ القصة الأولى المعنونة «تأتأة» قصّة الفتاة أمل المصابة بمرض الرهاب الاجتماعي الناجم عن صدامها مع الأهل والمجتمع، أمَّا القصة الثانية المعنونة «عرض خاص» فهي تتحدثُ عن امرأة تبحث عمَّن يشتري ذاكرتها ويهبها ذاكرة جديدة للخلاص من وجعها ذلك أن القدر اختارها لتفقد زوجها وطفلتها أمام عينها حينما اختطفهما الموت بلمح البصر في حادث مروري.
في قصّة «حين يكافئنا القدر» من نفس الكتاب، تُعرّج بدرية مبارك على قصّة زوجٍ يُصارح زوجته أنه وقع في حب إحداهنّ ويريد الارتباط بها، لا بل يطلب منها وقبل شهرين من زفافه أن تكون مرافقته في رحلة لإجراء عملية تصغير معدة ليستعد لليلته الموعودة؛ فيكافأ القدر الزوجة بموته أثناء العملية. ضمَّ الكتاب بصفة عامّة ثلاثة وعشرون قصة قصيرة جاءت تحت العناوين الآتية: "تأتأة"، "ما فعلته به"، "تجاعيد العمر"، "سرُها..!"، "صمت أعرج"، "أمي الشجرة"، "عرض خاص"، "عيد"، "فضيحة عقول"، "مدي لي يدك..."، "الشمس الغاربة" لست أعمى"، "أحلام" وغيرها.

## آراء
تهتمُّ بدرية مبارك بالدرجة الأولى بمساعدة المرأة لتطوير حياتها، كما تُحاول من خلال كتاباتها نبذ التمييز والعنصرية في كل بقاع العالم. تستوحي بدرية أفكار قصصها بين ما يمر عليها من حكايات تسمعها أو تُشاهدها في محيطها.
اتُهمت بدرية مبارك من قِبل البعض بالتحامل والهجوم على الرجال في قصصها وروايتها لكنّها أكّدت أنّ البعض الآخر لا يرى ذلك. على عكسِ كتّاب آخرين، ترى مبارك أنّ الوضع الثقافي في الوطن العربي راقٍ، فهو يحتوي على كل شيء، فهناك بحسبها القارئ والكاتب والمتلقي والناقد، مشدّدة في الوقت ذاته على أنها تؤن بأن النقد من حق الجميع. تُحاول بدرية جاهدةً نشر فكرة العلاج بالقراءة لمساعدة كل نساء العالم لفهم أنفسهنّ وفهم الآخرين، وتعزيز إيمانهنّ بوجود متسعٍ جميلٍ في الكون لحياة أفضل للجميع.
تهتمُّ بدرية بالأدب الإنجليزي ومجالات الفلسفة وعلم النفس، أمَّا أقربُ أعمالها لقلبها فهي روايةُ «رعشات تحت لحاف بارد». تعتقدُ مبارك أنَّ المؤلف المتميز في العصر الحالي هو صاحب الأسلوب الذي يشدُّ القارئ إليه ويُجبره على البحث عن جديده. بالنسبة لها، فالشخوص التي تتناولها في الكتابة لا تختلفُ عن الحالات التي تتعامل معها على أرض الواقع، كما تؤكّد أنها تكتبُ للإنسان البسيط والعقل الواعي.

## قائمة أعمالها
هذه قائمةٌ بأبرز أعمال الكاتبة والمؤلِّفة الكويتيّة بدرية مبارك:
- رعشات تحت لحاف بارد[20]
- سيدة حكاية الحب[21]
- خلف الأذن اليسرى
- بقرب النوافذ لن نتوه[22]